# Chang’e 3
Chang’e 3 (chinesisch 嫦娥三號 / 嫦娥三号, Pinyin Cháng'é Sānhào) ist die dritte Mond-Sonde der Nationalen Raumfahrtbehörde Chinas (CNSA) im Rahmen des Mondprogramms der Volksrepublik China. Die beiden Vorgängersonden Chang’e 1 und Chang’e 2 waren Orbiter, Chang’e 3 landete erfolgreich auf dem Mond und setzte den Mondrover Jadehase (Yutu, 玉兔) ab. Der Chang’e-3-Lander ist weiterhin aktiv und liefert Daten.
Die Bezeichnungen beziehen sich auf die chinesische Mondgöttin und ihren Begleiter.

## Missionsverlauf
Am 1. Dezember 2013 um 17:30 UTC startete Chang’e 3 an Bord einer Rakete vom Typ Langer Marsch 3B vom Kosmodrom Xichang in eine Erdumlaufbahn. 20 Minuten nach dem Start trennte sich die inklusive Treibstoff 3,8 t schwere Sonde von der Rakete. Aus der Erdumlaufbahn schwenkte die Sonde in einen Transferorbit ein. Das Einschwenken in eine Mondumlaufbahn am 6. Dezember wurde mit drei Korrekturmanövern vorbereitet, nach einem Bremsmanöver wurde dann eine Kreisbahn um den Mond mit einer Höhe von 100 km erreicht. Nach einer Absenkung des Periselenums auf 15 km wurde durch ein weiteres Bremsmanöver die Landung eingeleitet. Während der letzten 12 Minuten des Abstiegs agierte die Sonde dann völlig autonom und suchte sich selbstständig einen geeigneten Landeplatz.
Hierfür wurden ein Laser-Entfernungsmesser, ein Radar zur Messung der Entfernung und Geschwindigkeit relativ zur Mondoberfläche, ein optisches Hindernisvermeidungssystem und ein dreidimensional abbildender Laserscanner verwendet. 100 m über der Mondoberfläche hielt die Sonde für 16 Sekunden inne, um sich einen Überblick über auf dem Boden liegende Felsbrocken und sonstige Hindernisse zu verschaffen.
Sie war so programmiert, dass sie Steine von mehr als 20 cm Höhe und Gruben von mehr als 20 cm Tiefe als Hindernis klassifizierte und vermied. Nach kurzem horizontalen Manövrieren – die Sonde bewegte sich 5 m zur Seite, um einer großen Grube auszuweichen – senkte sie sich mit ihrem zwischen 1,5 kN und 7,5 kN regelbaren Haupttriebwerk vom Typ YF-36 auf die Mondoberfläche ab.
Zum Zwecke der Staubvermeidung wurde drei Meter über dem Boden das Triebwerk abgeschaltet und der letzte Teil der Landung im freien Fall absolviert.

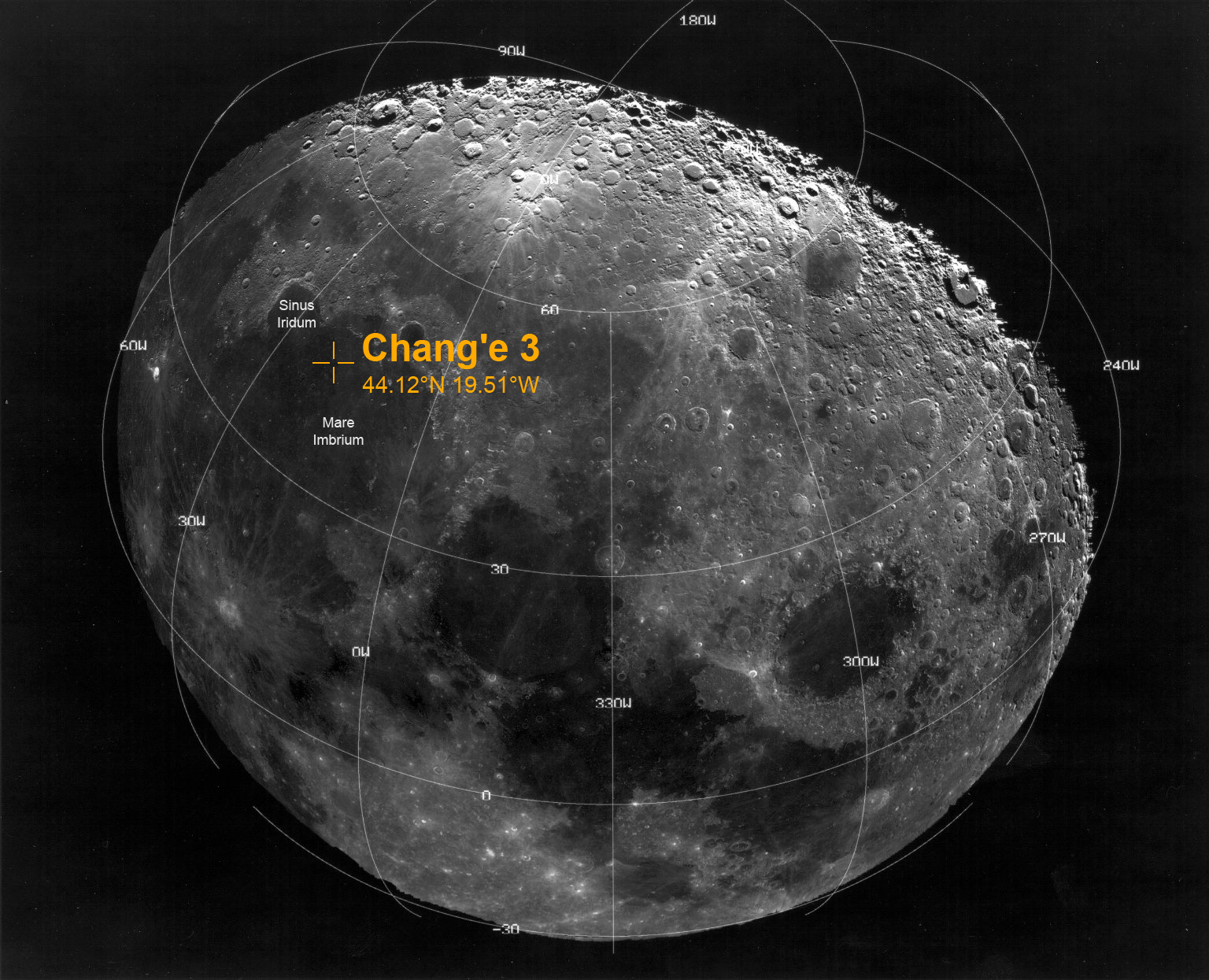
Galileo-Bild mit der Landeposition von Chang’e 3

Die weiche Landung erfolgte am 14. Dezember um 13:11:18 UTC, einen Umlauf früher als ursprünglich geplant und damit 250 km östlich des Sinus Iridum im Mare Imbrium bei 44,115° N 19,515° W. Es wurden Livebilder vom Abstieg übermittelt.
Zur Unterstützung der Sonde arbeitete China mit der ESA zusammen, die für die Flugphase das ESTRACK-Antennennetzwerk zum Empfang der Funksignale und zur Positionsbestimmung zur Verfügung stellte. Außerdem half die ESA bei der Positionsbestimmung während der Landung. Für die Chang’e-3-Mission war das TT&C-System des Mondprogramms in den Jahren 2009–2012 so ausgebaut worden, dass die militärischen Tiefraumstationen bei Kaschgar und Giyamusi zwei verschiedene Ziele zugleich ansprechen, also Lander und Rover gleichzeitig steuern können.

### Jadehase
Sechs Stunden nach der Landung verließ der Rover (Masse 140 kg) über eine Rampe den Lander.
Nachdem der Rover zunächst den Lander und die unmittelbare Umgebung der Landestelle aus verschiedenen Blickwinkeln fotografiert hatte, wurde am 25. Dezember 2013 das APX-Spektrometer (Active Particle-induced X-ray Spectrometer) des Mondrovers Yutu erstmals eingesetzt, um die chemische Zusammensetzung der Mondoberfläche zu bestimmen. Es handelt sich um ein Alphapartikel-Röntgenspektrometer, das die prozentuale chemische Zusammensetzung von Gesteinen und Mond-Regolith mittels Röntgenfluoresenzspektroskopie und partikelinduzierter Röntgenemission (PIXE) ermittelte.
Am 25. Januar 2014, sechs Wochen nach Beginn des Rover-Einsatzes und nahe dem Ende des zweiten Mondtages, stellten die Techniker im Raumfahrtkontrollzentrum Peking fest, dass sich eines der Räder des Rovers nicht mehr bewegte. Dadurch konnte sich Jadehase nicht nach Süden drehen und seine korrekte „Schlafposition“ einnehmen, was zu einer Beschädigung der Elektronik durch die nächtliche Kälte führte.
Es gelang jedoch, den Kontakt mit dem Gerät wieder herzustellen. Das Fahrwerk konnte zwar nicht mehr in Gang gesetzt werden, ein Teil der Geräte funktionierte jedoch noch. Am 10. März 2014, nach der dritten Mondnacht, meldete sich Yutu von seiner Dauerposition erneut zurück.
Am 1. August 2016, während der 33. Mondnacht, gab die Nationale Raumfahrtbehörde Chinas bekannt, dass Jadehase am 31. Juli 2016 nach 972 Tagen, also mehr als 31 Erdenmonaten seinen Betrieb endgültig eingestellt hatte. Ursprünglich war der Rover nur für drei Monate konzipiert.

### Lander
Für die Energieerzeugung in Mondnächten hat Chang’e 3 einen Radioisotopengenerator an Bord, der am Mondtag durch Energie aus den beiden Solarpanelen unterstützt wird.
Das Luna-basierte Ultraviolett-Teleskop (LUT) der Nationalen Astronomischen Observatorien der Chinesischen Akademie der Wissenschaften auf dem Lander war im Dezember 2023 immer noch aktiv.
Es hat zum Schutz vor dem elektrostatisch aufgeladenen Mondstaub eine Kammer, deren Luke bei Sonnenaufgang und Sonnenuntergang geschlossen wird. Der Mondstaub steigt verstärkt an Hell-Dunkel-Grenzen auf und es gibt bislang keine Staubablagerungen auf den Spiegeln des Ritchey-Chrétien-Cassegrain-Teleskops. Das 238Pu in der Radionuklidbatterie des Landers sollte noch für etwa 30 Jahre reichen, und wenn es nicht zu unvorhergesehenen Zwischenfällen kommt, könnten die Astronomen während dieser gesamten Zeit ihre Beobachtungen im Nahen Ultraviolett-Bereich (400–300 nm) machen.
Der Blickwinkel des Ultraviolett-Teleskops kann durch einen vor der Lichteinfallöffnung montierten und über eine kardanische Aufhängung frei schwenkbaren flachen Spiegel verändert werden. Wenn die Astronomen ein bestimmtes Objekt im Weltall untersuchen wollen, verständigen sie über das Satellitenkontrollzentrum Xi’an die Tiefraumstationen, die dann die entsprechenden Steuerbefehle geben. Der von der britischen e2v (früher English Electric Valve Company, seit 2017 Teledyne e2v) hergestellte AIMO-CCD-Sensor schickt die aufgenommenen Bilder während der Mond über China zu sehen ist an die zivilen Bodenstationen in Miyun und Kunming, die den Downlink-Verkehr der wissenschaftlichen Nutzlasten empfangen.
Die Landestelle erhielt am 5. Oktober 2015 offiziell den Namen Guǎnghán Gōng (廣寒宮 / 广寒宫 – „Palast der Weiten Kälte“), nach dem Mondpalast in der chinesischen Mythologie, in dem Chang’e und Yutu lebten.

## Ergebnisse

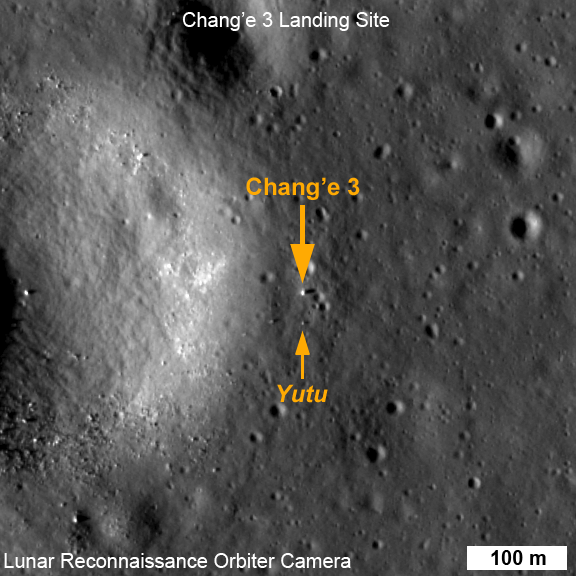
LRO-Bild vom 25. Dezember 2013 mit dem Lander und dem Rover an Punkt N108/201. Links der Ziwei-Krater.

Die Route des Rovers bis zum 16. Januar 2014. Unter dem grün markierten Abschnitt befindet sich die Höhle.

Durch die spektrografischen Aufnahmen der Mondoberfläche, die 1994 von der Clementine-Sonde der NASA, 1998/99 von Lunar Prospector (ebenfalls NASA), 2008/2009 von Chandrayaan-1 der Indian Space Research Organisation und vor allem von Chang’e 1 und Chang’e 2 angefertigt wurden, hatte man schon eine recht gute Vorstellung von der mineralogischen Zusammensetzung der oberen Mondschichten. Die Landestelle von Chang’e 3 wurde mit Bedacht am Rand eines kleinen, nur 27–80 Millionen Jahre alten (also relativ frischen) Kraters mit etwa 450 m Durchmesser gewählt, wo der Meteoriteneinschlag Material aus 40–50 m Tiefe an die Oberfläche geschleudert hatte. Auf der Ostseite dieses Kraters, seit dem 5. Oktober 2015 offiziell Zǐwēi (紫微, wörtlich „Purpurnes Verbotenes Gebiet“, sinngemäß „Gebiet des Kaiserpalast“) genannt, legte der Rover Yutu insgesamt 114 Meter zurück. Während seiner Reise näherte sich der Jadehase auf einem mehr oder weniger J-förmigen Kurs dem Kraterrand, wobei er, neben gelegentlichen Fotostopps, 8 Mal anhielt, um Messungen zu machen.

### Bodenschichten
Zwischen 2015 und 2021 befassten sich zahlreiche Geologen mit den vom Bodenradar des Rovers gelieferten Daten. Schon bald konnte man sagen, dass sich unterhalb der Landestelle eine zwei bis drei Meter dicke Regolithschicht befindet, gefolgt von einer wesentlich dickeren Basaltschicht mit auffallend viel Titanoxid. Darunter liegt innerhalb des Messbereichs von 140 Metern Tiefe nach einer weiteren Regolithschicht eine zweite Basaltschicht mit anderer Zusammensetzung. Yuan Yuefeng (袁悦锋) und Zhu Peimin (朱培民) von der Chinesischen Universität für Geologie in Wuhan veröffentlichten am 17. August 2020 in den Geophysical Research Letters einen Aufsatz. Danach besteht die erste Basaltschicht aus drei, jeweils 8 bis 12 m starken Lavaströmen, die auf Ereignisse aus dem Eratosthenischen Zeitalter vor etwa 1,1 bis 3,1 Milliarden Jahren zurückgehen. Die zweite Basaltschicht unter der Zwischenschicht aus Paläoregolith, deren Beginn sie auf eine Tiefe von 55 m festsetzen konnten, besteht aus Lava aus dem Imbrischen Zeitalter vor etwa 3,1 bis 3,8 Milliarden Jahren, die in entgegengesetzter Richtung nach Süden floss.
Speziell mit dem Paläoregolith befassten sich Zhu Tieyuan vom Institut für Geowissenschaften der Pennsylvania State University sowie Zhang Jinhai und Lin Yangting vom Institut für Geologie und Geophysik der Chinesischen Akademie der Wissenschaften. Mit 5–9 m ist diese Regolithschicht außergewöhnlich stark. Daraus schließen die Wissenschaftler, dass zwischen dem späten Imbrischen und dem frühen Eratosthenischen Zeitalter, also vor 3,6 bis 2,35 Milliarden Jahren, die Regolithenstehungsrate bei 5,8–10,5 m pro Milliarde Jahre gelegen haben muss, während man hierfür bisher etwa 2 m pro Milliarde Jahre annahm. Das deutet auf eine starke Meteoritenaktivität während jener Zeit hin.

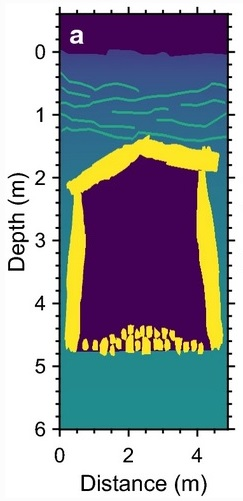
Potentielle Form der Höhle.

Bei einer weiteren Auswertung der Daten des hochfrequenten Bodenradars auf der Unterseite des Rovers entdecken Ding Chunyu (丁春雨) und Xiao Zhiyong (肖智勇) von der Fakultät für Atmosphärenwissenschaften der Sun-Yat-sen-Universität in Zhuhai sowie Su Yan (苏彦) von den Nationalen Astronomischen Observatorien etwa 2 m unter der Oberfläche eine 3,1 m tiefe Höhle, die zwischen bei der Entstehung des Ziwei-Kraters herausgeschleuderten Felsbrocken freigeblieben war. Diese spezielle Höhle wäre zu klein und nicht sicher genug für eine unterirdische Mondstation, aber durch ihre Entdeckung konnten die Wissenschaftler beweisen, dass Bodenradar auf Rovern prinzipiell dafür geeignet ist, derartige Hohlräume aufzuspüren.

### Spektroskopie
Besonders interessant sind die Ergebnisse der spektrografischen Aufnahmen, die der Rover mit Hilfe seines Infrarotspektrometers (Visible and Near-infrared Imaging Spectrometer bzw. VNIS) und seines Alphapartikel-Röntgenspektrometers (Active Particle-induced X-ray Spectrometer bzw. APXS) an vier Stellen von der Mondoberfläche machte. Hierbei gelang der Nachweis der hauptsächlichen Elemente Eisen, Titan, Magnesium, Aluminium, Silicium, Kalium und Calcium sowie einiger Spurenstoffe. Die prozentuale Zusammensetzung des Bodens, was Eisen(II)-oxid (extrem viel), Calciumoxid (viel), Titandioxid (mittel), Aluminiumoxid (wenig) und Siliciumdioxid (sehr wenig) betraf, stand in starkem Gegensatz zu den Bodenproben, die von den Apollo-Astronauten zur Erde zurückgebracht wurden, entsprach aber dem, was die Forscher um Ling Zongcheng (凌宗成, * 1981) vom Institut für Weltraumwissenschaften der Shandong-Universität nach den von den Vorgängersonden aus der Mondumlaufbahn gemachten Aufnahmen für diesen Ort erwarteten. Dies zeigte die Sinnhaftigkeit der flächendeckenden Fernaufklärung mittels Orbitalsonden und belegte deren Zuverlässigkeit.
Ein eher unerfreuliches Ergebnis brachte die Ermittlung der Hydroxyl-Radikal-Dichte in der sehr dünnen Atmosphäre bzw. Exosphäre des Mondes. Wang Jing (王竞) von der Xinglong Station der Nationalen Astronomischen Observatorien der Chinesischen Akademie der Wissenschaften hatte zusammen mit mehreren Kollegen das Spektrum des Hintergrunds in 498 Bildern analysiert, die das Luna-basierte Ultraviolett-Teleskop (LUT) während der Mondtage von hellen Sternen wie Thuban, Kochab etc. aufgenommen hatte. Die Spektrallinie des OH-Radikals, das durch das Auftreffen von Ultraviolettstrahlung auf vom Sonnenwind erzeugte Wassermoleküle entsteht, liegt bei 308,7 nm, also im Beobachtungsbereich des CCD-Sensors in dem 15-cm-Teleskop. Nach Verarbeitung der Daten und Eliminierung von Fehlerquellen kam die Gruppe um Wang Jing zu dem Ergebnis, dass es in der Exosphäre des Mondes weniger als 10.000 Hydroxyl-Radikale pro Kubikzentimeter gibt, also um 2 Größenordnungen weniger als die 1.000.000 Radikale, die man bei Fernuntersuchungen mit dem Hubble-Weltraumteleskop fand, und um 6 Größenordnungen weniger, als das, was der indische Chandrayaan-1-Mondorbiter festgestellt hatte. Damit gibt es, zumindest im Palast der Weiten Kälte, deutlich weniger Wasser auf dem Mond als bisher angenommen.

### Mondstaub-Ablagerung
Von Yao Rijian (姚日剑), Wang Yi (王鹢) und anderen 2009 wurde am Forschungsinstitut 510 der Chinesischen Akademie für Weltraumtechnologie in Lanzhou eine  Quarzkristall-Mikrowaage entwickelt, gefördert von der Nationalen Stiftung für Naturwissenschaften und ab 2016 von der Abteilung für Waffenentwicklung der Zentralen Militärkommission, die auf dem Lander montiert ist. Damit wurde ab dem 15. Dezember 2013 die Menge des Mondstaubs gemessen, der sich auf dem Lander ablagert.  Die Wissenschaftler der Forschungsgruppe Mondstaub beim Institut 510 (510所月尘测量技术研究团队) veröffentlichten am 2. August 2019 ihre Ergebnisse im Journal of Geophysical Research: Planets. In einer Höhe von 190 cm über der Mondoberfläche im nördlichen Mare Imbrium lagerte sich während zwölf Mondtagen auf dem unbeweglichen Lander (also rein vom Sonnenwind „aufgewirbelt“) 0,0065 mg Mondstaub pro Quadratzentimeter ab, was einer jährlichen Ablagerungsrate von rund 21,4 μg/cm² entspricht. Dies war das erste Mal, dass derartige Langzeitmessungen direkt auf der Mondoberfläche und nicht vom Orbit aus durchgeführt wurden. Die erlangten Daten werden bei der Chinesischen Akademie für Weltraumtechnologie in die Staubschutzmaßnahmen bei zukünftigen Mondsonden einfließen.